# Aszalim
Aszalim (hebr. אשלים; pisownia w ang. Ashalim) – wieś położona w Samorządzie Regionu Ramat ha-Negew, w Dystrykcie Południowym, w Izraelu.
Leży w środkowej części pustyni Negew.

## Historia
Osadę założono w 1979 jako niewielki moszaw, który później przekształcono w wioskę.